# Nyslotts ekonomiska region
Nyslotts ekonomiska region (finska: Savonlinnan seutukunta) är en av ekonomiska regionerna i landskapet Södra Savolax i Finland. Folkmängden i regionen uppgick den 1 januari 2013 till 48 623 invånare, regionens totala areal utgjordes av 5 406 kvadratkilometer och därav utgjordes landytan av 4 719,45  kvadratkilometer.  I Finlands NUTS-indelning representerar regionen nivån LAU 1 (f.d. NUTS 4), och dess nationella kod är 103 .  

## Förteckning över kommuner
Nyslotts ekonomiska region omfattar följande fem kommuner: 
- Enonkoski kommun
- Heinävesi kommun
- Nyslotts stad
- Rantasalmi kommun
- Sulkava kommun

Samtliga kommuners språkliga status är enspråkigt finska. 